# NGC 6947
NGC 6947 is een balkspiraalstelsel in het sterrenbeeld Microscoop. Het hemelobject werd op 28 september 1834 ontdekt door de Britse astronoom John Herschel.

## Synoniemen
- ESO 401-3
- MCG -5-48-28
- AM 2038-323
- PGC 65193